# 収束的思考と拡散的思考
収束的思考（しゅうそくてきしこう）、そして拡散的思考（かくさんてきしこう）とはアメリカの心理学者ジョイ・ギルフォードが提唱した概念である。
人間の思考について研究を行ったギルフォードによれば、人間の思考には2つの側面があるとしている。1つは既知の情報から論理的に思考や推論を進めていき、唯一の正解に正しくそして早く到達するための収束的思考、もう1つは既知の情報から様々に考えを拡散させ(めぐらせ)、新たな物を生み出していく拡散的思考である。